# Hướng Tân
Hướng Tân là một xã thuộc huyện Hướng Hóa, tỉnh Quảng Trị, Việt Nam.
Xã Hướng Tân có diện tích 25,28 km², dân số năm 1999 là 2318 người, mật độ dân số đạt 92 người/km².

## Hành chính
Xã Hướng Tân được chia thành 7 thôn: Của, Ruộng, Tân Linh, Tân Vĩnh, Trằm, Xa Re, Xa Rường.